# Abbaye Saint-Michel d'Anvers
Pour les articles homonymes, voir Abbaye Saint-Michel et Saint-Michel.
L'abbaye Saint-Michel d'Anvers est un ancien établissement monastique fondé en 1124 par Norbert de Xanten et détruit en 1796 pendant les guerres de la Révolution française.

## Historique

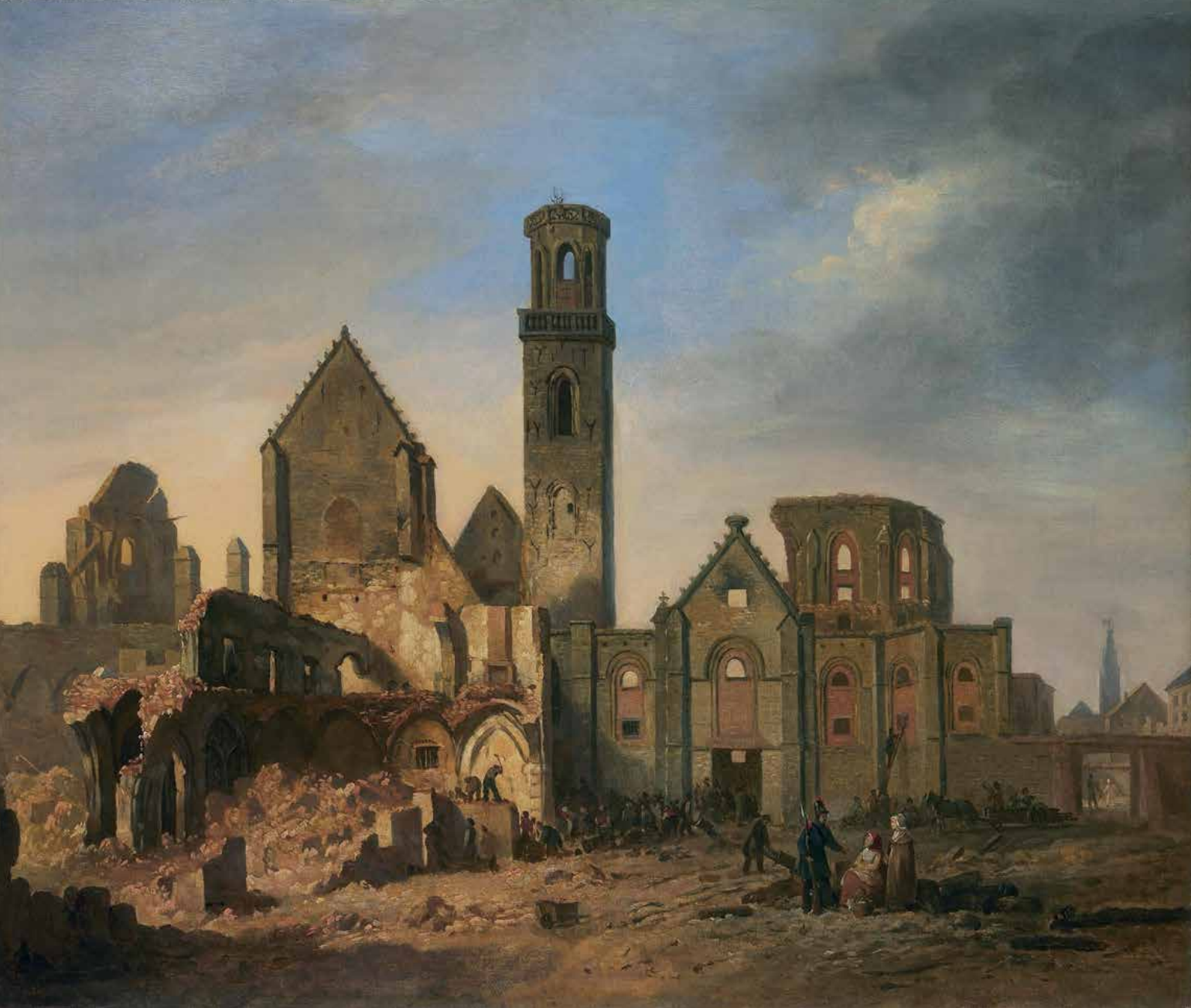
Les ruines de l'abbaye Saint-Michel d'Anvers après le bombardement d'Anvers du 27 octobre 1830.

Jusqu'en 1124, une collégiale dédiée à Saint Michel et hébergeant douze chanoines séculiers demeure la seule église paroissiale d'Anvers. En 1124, le chapitre est transformé par Saint Norbert en abbaye de l'ordre des chanoines réguliers de Prémontré ou nobertins. Les bâtiments de l'abbaye se dressent alors au bord de l'Escaut, entre les actuelles rues Kloosterstraat et Sint-Michielskaai, et Sint-Jansvliet au nord et Scheldestraat (Kronenbrugstraat) au sud.
L'abbaye dispose de grandes étendues de terres dans et autour d'Anvers, comme les seigneuries de Kiel et le Beerschot, la terre de Haringrode et Zurenborg, et vers 1674, Berendrecht et Zandvliet, qui ont contribué à façonner l'ultime territoire d'Anvers. L'abbaye vend la seigneurie et le château de Nederokkerzeel, propriété de l'abbaye, à François Knyff qui en fit relief en 1633.  Ce château passa ensuite à Marie-Anne Knyff en 1663.  
L'abbaye est en partie détruite par l'armée française pendant la guerre menée par la Première coalition en 1796. De nombreux bâtiments sont démolis au profit de l'édification de casernes et d'arsenaux maritimes, comportant des chantiers navals et des cales. En 1807, la tour de l'église abbatiale est équipée d'un sémaphore. 
Lors de la guerre belgo-néerlandaise qui fait suite à la révolution belge, l'abbaye est très sévèrement touchée par les combats d'Anvers et plus particulièrement le bombardement du 27 octobre 1830, par la citadelle d'Anvers commandée par le général David Chassé.

## Patrimoine

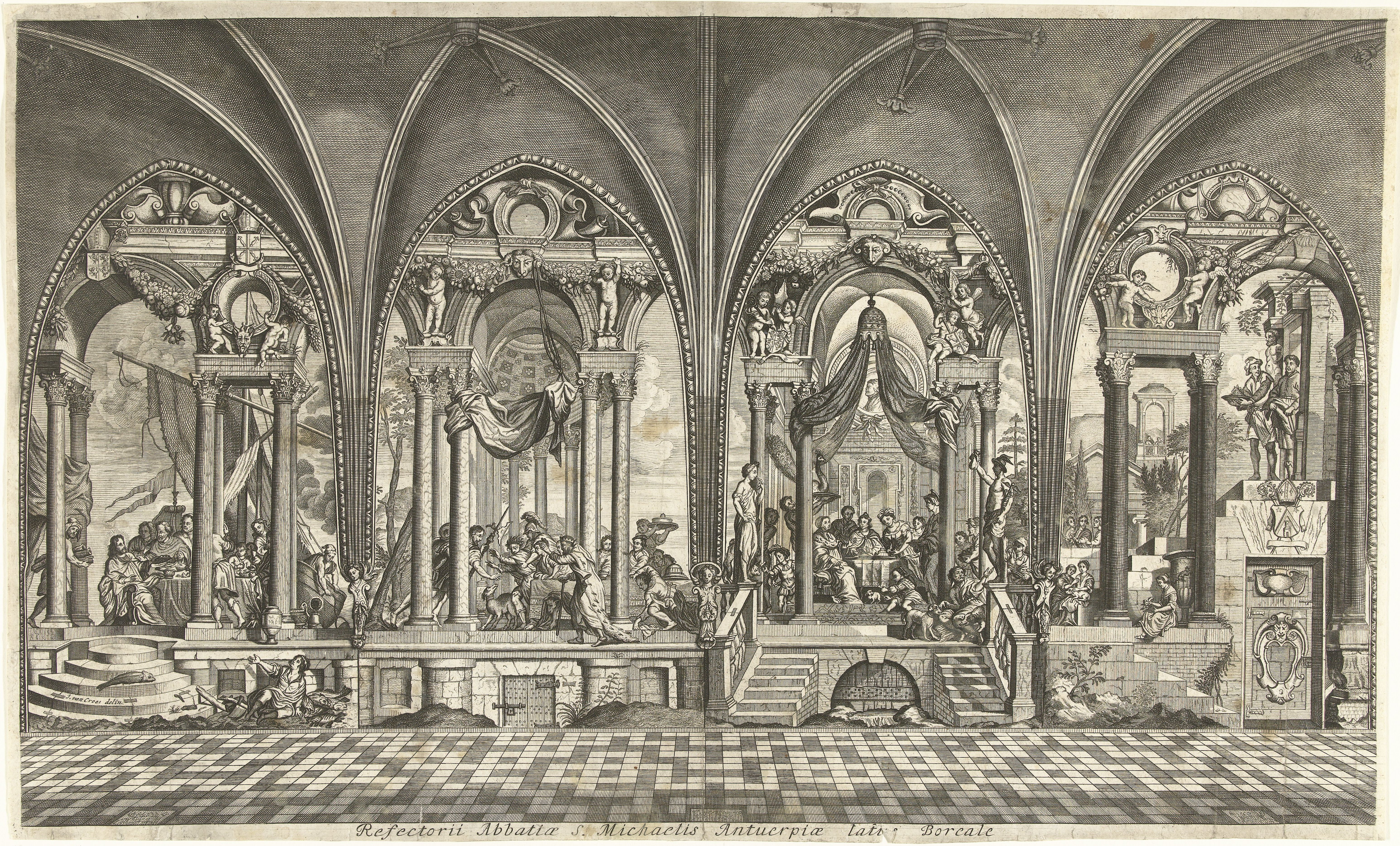
Gravure montrant les fresques du réfectoire.

Isabelle de Bourbon (1436-1465), seconde épouse de Charles le téméraire, duc de Bourgogne, et mère de Marie de Bourgogne, héritière de Bourgogne, meurt à l'abbaye Saint-Michel d'Anvers en 1465, et est enterrée dans l'église de l'abbaye. En 1476, un tombeau monumental est érigé en sa mémoire. Sa sépulture est décorée de 24 statuettes en bronze, placées debout dans des niches et représentant des pleurants, surmontées d'un bronze à l'effigie d'Isabelle de Bourbon. Les restes des pleurants sont aujourd'hui conservés au Rijksmuseum d'Amsterdam et au Musée M de Louvain. Le reste de la tombe, avec la statue de Isabella, est maintenant conservé dans la cathédrale d'Anvers.
Au XVIIIe siècle, le monastère est connu comme protecteur des arts, commandant des œuvres à des grands peintres anversois comme Rubens, Antoine van Dyck et Jacob Jordaens. Rubens y livre notamment un retable monumental pour l'église de l'abbaye, L'Adoration des Mages. Il est volé pendant l'occupation française, et retourne après 1815 au Musée royal des beaux-arts d'Anvers.
En 1843, une crypte et une partie de l'ancien pavement de l'église sont mis au jour et en 1902 plusieurs sarcophages et un grand nombre d'ossements sont retrouvés.
Le banc de communion datant du XVIIIe siècle et le confessionnal sont désormais présents à l'église Sainte-Gertrude à Bergen op Zoom aux Pays-Bas.
L'abbaye a été décrite comme « l'une des principales églises et des plus importants monuments d'Anvers de sa fondation au XIIe siècle jusqu'à sa destruction au XIXe siècle ».

## Abbés
Une liste des abbés de 1709 :
1. Waltmannus, 1124–1138 ;
2. Emelinus, mort en 1161 ;
3. Alardus, mort en 1162 ;
4. Thibaldus, démission en 1171 ;
5. Richardus, démission en 1188 ;

Jean Chrysostome Teniers

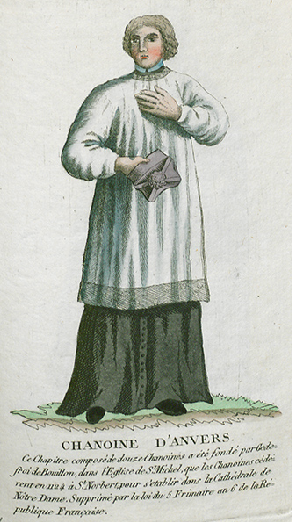
Chanoine d'Anvers

6. Waltherus de Stripe, mort en 1192 ;
7. Elias, mort en 1199 ;
8. Giselbertus, mort en 1205 ;
9. Hugo, mort en 1208 ;
10. Arnoldus de Erps, translated[Quoi ?] 1219 ;
11. Hermannus, mort en 1230 ;
12. Sigerius, mort en 1230 ;
13. Eggerius, mort en 1244 ;
14. Gerardus de Lira, mort en 1258 ;
15. Joannes de Lira, mort en 1272 ;
16. Aegidius de Biervliet, mort en 1286 ;
17. Henricus de Mechlinia, mort en 1300 ;
18. Godefridus de Waerloos, mort en 1328 ;
19. Guilielmus de Cabeliau, mort en 1341 ;
20. Guilielmus Lympiaes, mort en 1353 ;
21. Martinus Loys, mort en 1372 ;
22. Guilielmus Brulocht, mort en 1390 ;
23. Petrus Breem, mort en 1413 ;
24. Olardus Terlinck, mort en 1452 ;
25. Joannes Fierkens, mort en 1476 ;
26. Andreas Aechtenryt, mort en 1478 ;
27. Joannes Robyns, mort en 1486 ;
28. Joannes de Weerdt, mort en 1499 ;
29. Jacobus Elsacker, mort en 1505 ;
30. Jacobus Embrechts, mort en 1514 ;
31. Stephanus a Thenis, mort en 1518.  Érard de La Marck, évêque de Liège, obtient le pouvoir sur l'abbaye.
32. Cornelis de Mera, mort en 1538 ;
33. Gregorius de Dagis, mort en 1562 ;
34. Cornelius Emerici, mort en 1563 ;
35. Guilielmus de Greve, mort en 1581 ;
36. Emericus Andreae, mort en 1590 ;
37. Dionysius Feyten, mort en 1612 ;
38. Christianus Michaelius, mort en 1614 ;
39. Matthæus Yrsselius, mort en 1629 ;
40. Johannes Chrysostomus vander Sterre, mort en 165 ;

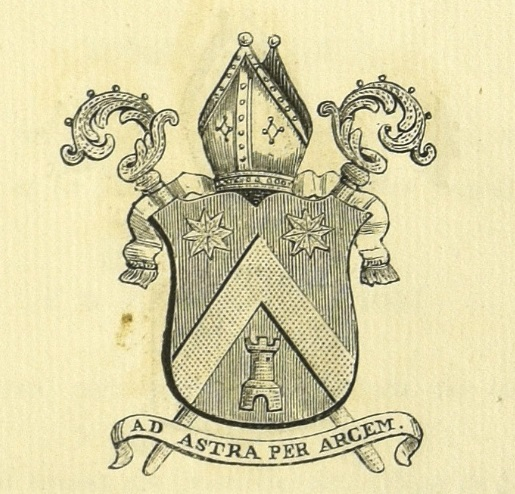
Abbé prémontré G. Knyff

1. Norbertus van Couwerven, mort en 1663 ;
2. Macarius Simeomo, STL, mort en 1676 ;
3. Hermannus vander Porten, mort en 1680 ;
4. Gerardus Knyff, mort en 1686, en sa qualité de père-abbé, il était également député du Brabant des États[7]. Son monument funéraire se trouve dans l'église Saint-Frédégand de Deurne. Son portrait restauré par l'IRPA  est à l'abbaye de Tongerlo.
5. Joannes Chrysostomus Teniers, mort en 1709.